# Carta Àrab de Drets Humans
La Carta Àrab de Drets Humans, acceptada pel Consell de la Lliga dels Estats Àrabs el 22 de maig de l'any 2004, ratifica els principis de la Carta de les Nacions Unides, la Declaració Universal de Drets Humans, els Pactes Internacionals de Drets Humans i la Declaració del Caire sobre els Drets Humans en l'Islam. Institueix uns drets humans tradicionals, inclòs el de la llibertat i la seguretat de les persones, la igualtat davant la llei, la protecció contra la tortura, el dret a la propietat privada, la llibertat de practicar l'observança religiosa, i la llibertat de reunió pacífica i d'associació. La Carta també considera l'elecció d'un Comité d'Experts en Drets Humans de set components perquè avaluen els informes dels estats.
Es creà una primera versió de la Carta el 15 de setembre del 1994; cap estat, però, la ratificà. La versió actualitzada (2004) de la Carta entrà en vigor el 2008 després que set dels membres de la Lliga dels Estats Àrabs la ratificassen.
El 24 de gener del 2008, l'alta comissionada de les Nacions Unides per als Drets Humans, Louise Arbor, afirmà que la carta àrab era incompatible amb la comprensió de l'ONU dels drets humans universals, fins i tot respecte als drets de les dones i la pena capital per als xiquets, a més a més d'altres disposicions de la Carta. La Carta figura en la pàgina per internet de la seua oficina, entre els textos adoptats per grups internacionals destinats a promoure i consolidar la democràcia.
Al novembre del 2013, la Carta havia estat ratificada pels estats d'Algèria, Bahrain, Iraq, Jordània, Kuwait, Líban, Líbia, Palestina, Qatar, Aràbia Saudita, Síria, Emirats Àrabs Units i Iemen. La Carta fou criticada perquè establia estàndards de drets humans a l'àrea per sota del règim reconegut internacionalment.
El 2014, els estats de la Lliga Àrab elaboraren un tractat addicional, l'Estatut de la Cort Àrab de Drets Humans, per a permetre els litigis interestatals sobre violacions de la Carta. L'estatut entrà en vigor després de 7 ratificacions. El primer estat que el va ratificar fou Aràbia Saudita al 2016.